# Черняева, Татьяна Кирилловна
Татья́на Кири́лловна Черня́ева (р. 12 января 1943 года, г. Ессентуки) — советская и российская журналистка, телеведущая, художественный руководитель программы «АБВГДейка». Член Академии российского телевидения с 2007 года. Заслуженный работник культуры Российской Федерации (2005). Лауреат премии профессионального признания «Лучшие перья России» и Премии Правительства Российской Федерации в области средств массовой информации (2019).

## Биография
Родилась 12 января 1943 года в городе Ессентуки Ставропольского края.
Окончив среднюю школу с золотой медалью, в 1961 году поступила на филологический факультет Северо-Осетинского педагогического института в городе Орджоникидзе. После окончания 3 курса перевелась в Московский государственный университет имени М. В. Ломоносова на факультет журналистики, который и окончила в 1970 году, получив специальность «литературный работник радио и телевидения».
В том же году приступила к работе на Центральном телевидении в должности помощника режиссёра.
Быстро сделав карьеру, в 1975 году стала телеведущей новой детской программы «АБВГДейка». Впоследствии совмещала эту работу с должностью руководителя редакции детских программ. Считает свою передачу едва ли не единственной неполитизированной программой советского телевидения. Для большинства телезрителей она — просто Татьяна Кирилловна из «АБВГДейки».
В 1997 году — ведущая детской развлекательной телеигры «Меморина» на телеканале РТР.
С 2000 года — руководитель творческой мастерской программ для детей и юношества телеканала «ТВ Центр», продюсер «АБВГДейки» и правообладатель одноимённого бренда.
Татьяна Черняева — член Академии российского телевидения и член жюри российской национальной телевизионной премии «ТЭФИ» с 2007 года, Заслуженный работник культуры Российской Федерации, «Отличник телевидения», «Отличник просвещения», лауреат премии профессионального признания «Лучшие перья России», художественный руководитель программы «АБВГДейка», которая названа «национальным достоянием» общественной организацией «Меценаты столетия».
Т. К. Черняева является членом Координационного совета Профсоюза работников телевидения России.
Занимается проблемами детства и вопросами педагогики. Является активным сторонником увеличения доли детских программ в сетках вещания российских телеканалов и увеличения государственного и частного финансирования российских детских телепроектов.
В 2018 году удостоена Благодарности Президента Российской Федерации за заслуги в развитии отечественного телевидения.

## Личная жизнь
- Муж — Игорь Петрович, инженер[1].
  - Сын — Александр, продюсер и режиссёр[1].
    - Внук — Игорь (род. 1990)[5],ВГИК[1].
    - Внучка — Варвара(2001)
    - Внук Даниил (2011)
      - Правнучка Мирослава (2015)